# 丁衍庸
丁衍庸（1902年4月15日—1978年12月23日），原名丁衍镛，曾改名丁鴻，字叔旦，号肖虎、丁虎，广东茂名人，著名画家、书法家、美术教育家，有“东方马蒂斯”、「現代八大山人」之称，與林風眠、關良并称中國畫壇「廣東三傑」，也是香港中文大學藝術系的创办人之一。

## 生平
1902年，丁衍庸出生于广东省茂名县謝雞茂坡村一个富裕家庭，16岁开始学习绘画，后在同族叔父丁颖鼓励下赴日本留学，先在川端畫學校補習素描。
1921年9月就读于东京美术学校西洋画科，并进入画家和田英作的画室学习，其间深受野兽派艺术大师马蒂斯影响。
1924年以作品《食桌之上》入选日本第五屆中央美術社展覽會。
1925年学成回国后，在立达学园任美术科西画部教授，后得蔡元培赏识，任中华艺术大学董事、教务长、艺术教育系主任，丁衍庸是提倡繪畫現代化的「洋畫運動」的重要推手，倪贻德将他喻作“艺术界新飞来的一只燕子”，其被推選為上海藝術協會常務委員，曾应邀筹建广州市市立博物院（今廣州博物館），又先后任教于广州市立美术学校、上海新华艺术专科学校、四川省国立艺术专科学校。
1945年1月18至22日，與林風眠、關良、方幹民、李仲生、郁風、倪貽德、龎薰琹、趙無極、林鏞、汪日章、周多等畫家在重慶中蘇文化協會舉辦現代繪畫聯展。
1946年8月，任广东省立艺术专科学校校长，任职期间改学制、添设备，聘请庞薰琹、马思聪、黃友棣等艺术名流到校任教。1949年10月移居香港，改名丁鸿，先后任教于香港德明中学、诸圣中学、香江書院。
1954年，兼任珠海書院教授。1956年，應新亞書院校長錢穆之邀，與陳士文合作筹办新亞書院藝術專修科（今香港中文大學藝術系前身），兼任讲师，后在香港中文大學藝術系继续任教，被學生尊稱為「丁公」。
1963年，曾於九龍青山道創立香港弘道藝術院，惟僅數月後停辦。1978年7月，自香港中文大學藝術系榮休。1978年12月23日病逝于香港九龍法國醫院。

## 个人生活
丁衍庸与第一任妻子莫素文在上海結識，1934年在廣州诞下長女露茜，1937年，次女蘭茜在上海出生，1939年，莫素文在诞下三女小茜不久后因病去世。后迎娶第二任妻子胡賽璧，1940年诞下四女勵寧。1948年，五女勵嘉於廣州出生。1949年，丁衍庸只身避居香港，家人则返乡居住，六女勵貞於家鄉茂名出生。1953年，妻子和三女先後因病去世。

## 作品风格
其早期油畫作品造型誇張，色彩強烈、筆觸粗獷，后将中国传统的水墨画与西方現代藝術结合，形成「跨越東西、遊戲古今」的独特个人风格。畫作多以花鸟、山水和人物为题，当中以人物畫最突出，常以歷史戲曲故事人物入画，晚年作品以大道至简的“一笔画”著称，又擅長書法、篆刻，草书、肖形印尤为出众，与画风浑然一体。國學大师饒宗頤讚其「以畫入篆」，多次請其帮忙刻印。其著作包括《中西画的调和者高剑父先生》、《中国绘画及西洋绘画的发展》、《八大山人与现代艺术》等。

## 相关链接
- 丁衍鏞 （页面存档备份，存于）